# Liese Prokop
Liesel »Liese« Prokop-Sykora, avstrijska atletinja in političarka, * 27. marec 1941, Dunaj, Avstrija, † 31. december 2006, St. Pölten, Avstrija.
Nastopila je na poletnih olimpijskih igrah v letih 1964, 1968 in 1972, leta 1968 je osvojila srebrno medaljo v peteroboju. Na evropskih prvenstvih je osvojila naslov prvakinje leta 1969.
Med letoma 2004 in 2006 je bila ministrica za notranje zadeve v vladi Wolfganga Schüssla.